# 森安真弓
森安 真弓（もりやす まゆみ、1989年2月10日 - ）は、茨城県出身のタレントである。身長159cm。血液型はA型。BLUE ROSE所属。
芸能人女子フットサルチーム「TEAM SPAZIO」の元メンバーで、チームは既に解散している。

## 出演

### テレビ
- 若の花物語（1991年、テレビ朝日）
- 命うるわし
- 金曜時代劇「天晴れ夜十郎」（1996年9月 - 1997年3月、NHK）
- 美味學院（2007年4月 - 2007年6月、テレビ東京）
- 開運!なんでも鑑定団（テレビ東京）
- 探偵王国（テレビ朝日）
- 江〜姫たちの戦国〜（2011年、NHK） - 初付きの侍女 役[1]

### 映画
- エコエコアザラク　R-page（2006年）
- エコエコアザラク　B-page（2006年）
- 恋路物語 -each little thing-（2007年） - 松永陽子 役
- 短編映画『lacrimal』（2011年、バンタンデザイン研究所2010年度卒業制作） - 主演：さくら 役[2]
- スープ〜生まれ変わりの物語〜（2012年、東京テアトル）

### 舞台
- 一本刀土俵入り
- 浮かれ心中
- 新薄雪物語
- こったいさん